# Джон Нгугі
Джон Нгугі  (англ. John Ngugi, 10 травня 1962) — кенійський легкоатлет, олімпійський чемпіон.

## Виступи на Олімпіадах
| Олімпіада | Дисципліна         | Місце |
| --------- | ------------------ | ----- |
| Сеул 1988 | біг на 5000 метрів | 1     |

## Зовнішні посилання
- Досьє на sport.references.com [Архівовано 24 липня 2009 у Wayback Machine.]